# آرامگاه عیسی خان
آرامگاه عیسی خان نیازی در مجموعه آرامگاه‌های همایون در دهلی هند واقع شده است. مقبره، به شکل هشت ضلعی و عمدتاً از ماسه سنگ قرمز، در سالهای ۱۵۴۷–۱۵۴۸ در زمان سلطنت شیرشاه سوری ساخته شد. مسجد عیسی خان در غرب مقبره قرار دارد که به همراه سایر ساختمانها از مجموعه مقبره‌های همایون را تشکیل می‌دهند که در فهرست میراث جهانی یونسکو به ثبت رسیده‌اند.

## تاریخ

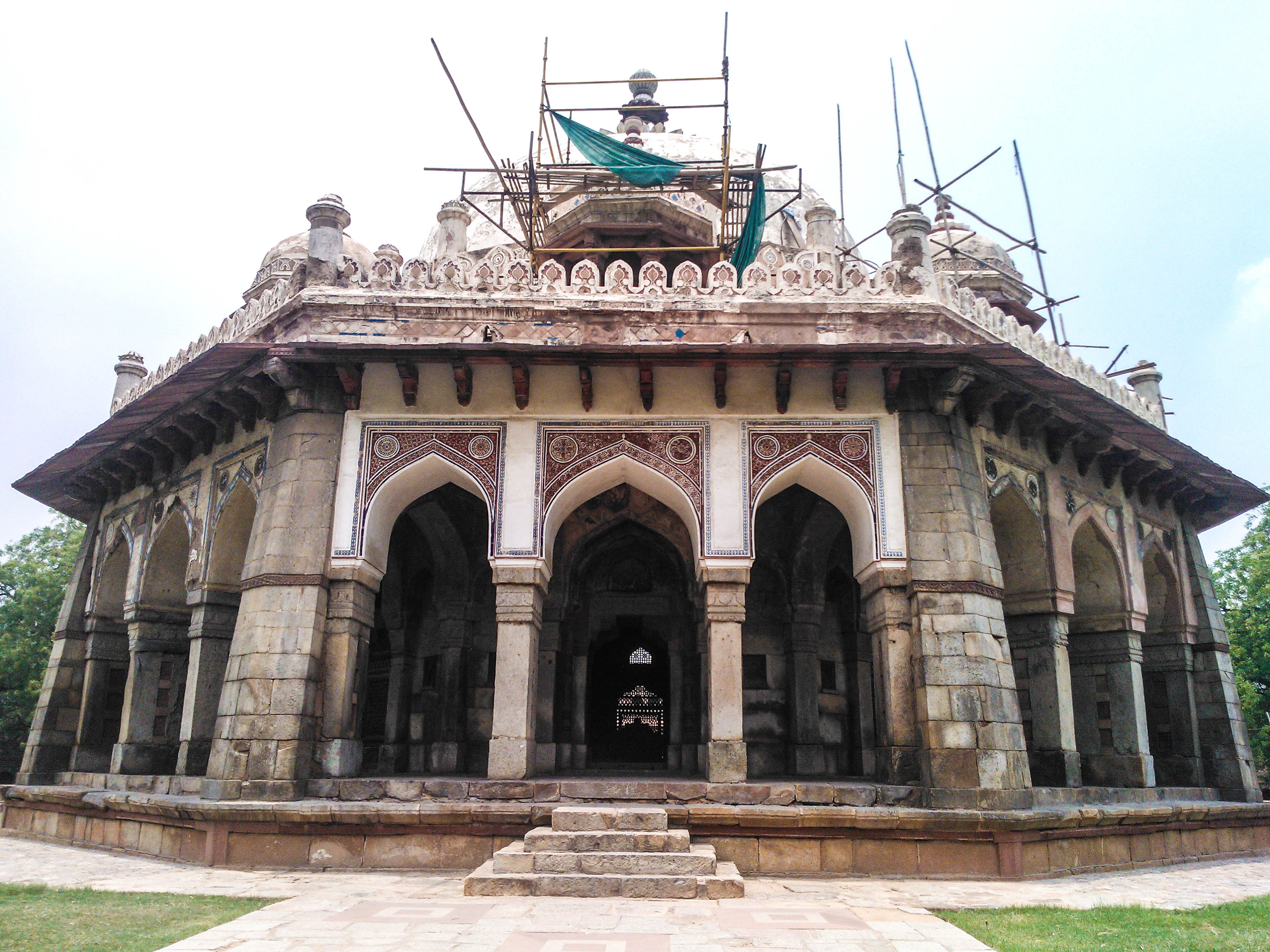
بازسازی آرامگاه در سال ۲۰۱۱

آرامگاه در جنوب باغ بو حلیمه در مجموعه آرامگاه‌های همایون قرار دارد. کتیبه ای در مقبره ذکر می‌کند که در سال ۱۵۴۷ تا ۱۵۴۸ ساخته شده است. همچنین در این کتیبه نوشته شده است که مقبره که در زمان سلطنت شیرشاه ساخته شده است.  مسجد واقع در غرب مقبره، در سال ۱۵۴۷ ساخته شده است.
کار مرمت و بازسازی جامع از طریق امانت آقاخان برای فرهنگ (AKTC) با همکاری سازمان تحقیقات باستان‌شناسی هند (ASI) در سالهای ۲۰۱۱–۲۰۱۵ انجام شد.

## معماری

### آرامگاه بزرگ
آرامگاه بزرگ به سبک معماری لودی ساخته شده است. شکل هشت ضلعی آن، مشخصه بارز دوران لدی، در یک ستون کم ارتفاع قرار دارد. ایوان‌ها محفظه مرکزی را احاطه کرده است. هر طرف محفظه از سه قوس تشکیل شده است که یک چاجا (سقف) در حال حاضر روی هر یک قرار دارد. سبک معماری مقبره شبیه به سبک‌های معماری شاهان سلسله سید مبارک شاه و محمد شاه، خان جهان تیلانگانی و سیکندر لدی است. 
مقبره عمدتاً با کوارتزیت خاکستری با ماسه‌سنگ قرمز ساخته شده است که برای تزئین استفاده می‌شود. گچ کاری‌های بنا سنگ‌تراشی خشن را پوشانده است. کاشی‌های رنگی مختلف برای تزئین از دیوارها استفاده شده است. دروازه مقبره بر روی یک لژ یک متر بلندی قرار دارد که به پله‌ها رسیده است. در سر مربع محفظه دروازه به سبک معماری هندو ساخته شده است. 

### مسجد
گنبد مرکزی شباهت زیادی به مسجد کیلای کوهنا در دژ پورانا دارد. گنبدهای جانبی بر روی ستونها ساخته شده و به پاویونها شباهت دارند. اتاق نماز به سه بخش تقسیم می‌شود.  بخش مرکزی مسجد از ماسه سنگ قرمز، و بخش‌های کناری از سنگ خاکستری ساخته شده است. هر بخش یک دروازه چهار قوسی به مسجد دارد که مرزهای آن با کاشی‌های سبز و آبی تزئین شده است. گوشه‌های قسمت مرکزی با قلاب‌هایی تزئین شده است.  مطابق بررسی باستان‌شناسی هند، این مسجد در مقایسه با مقبره ساده‌تر بنا شده است. 

## نگارخانه

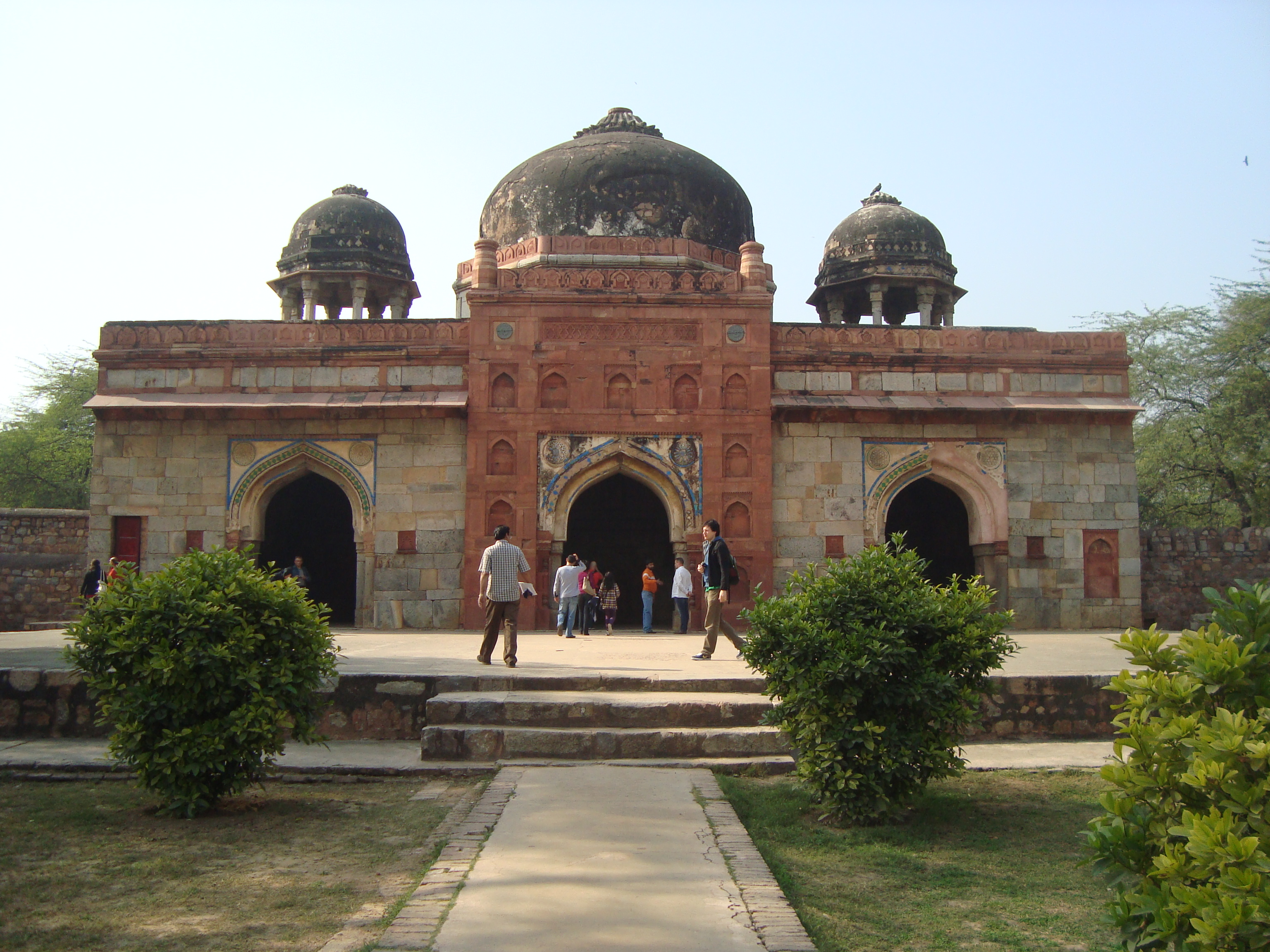
مسجد عیسی خان
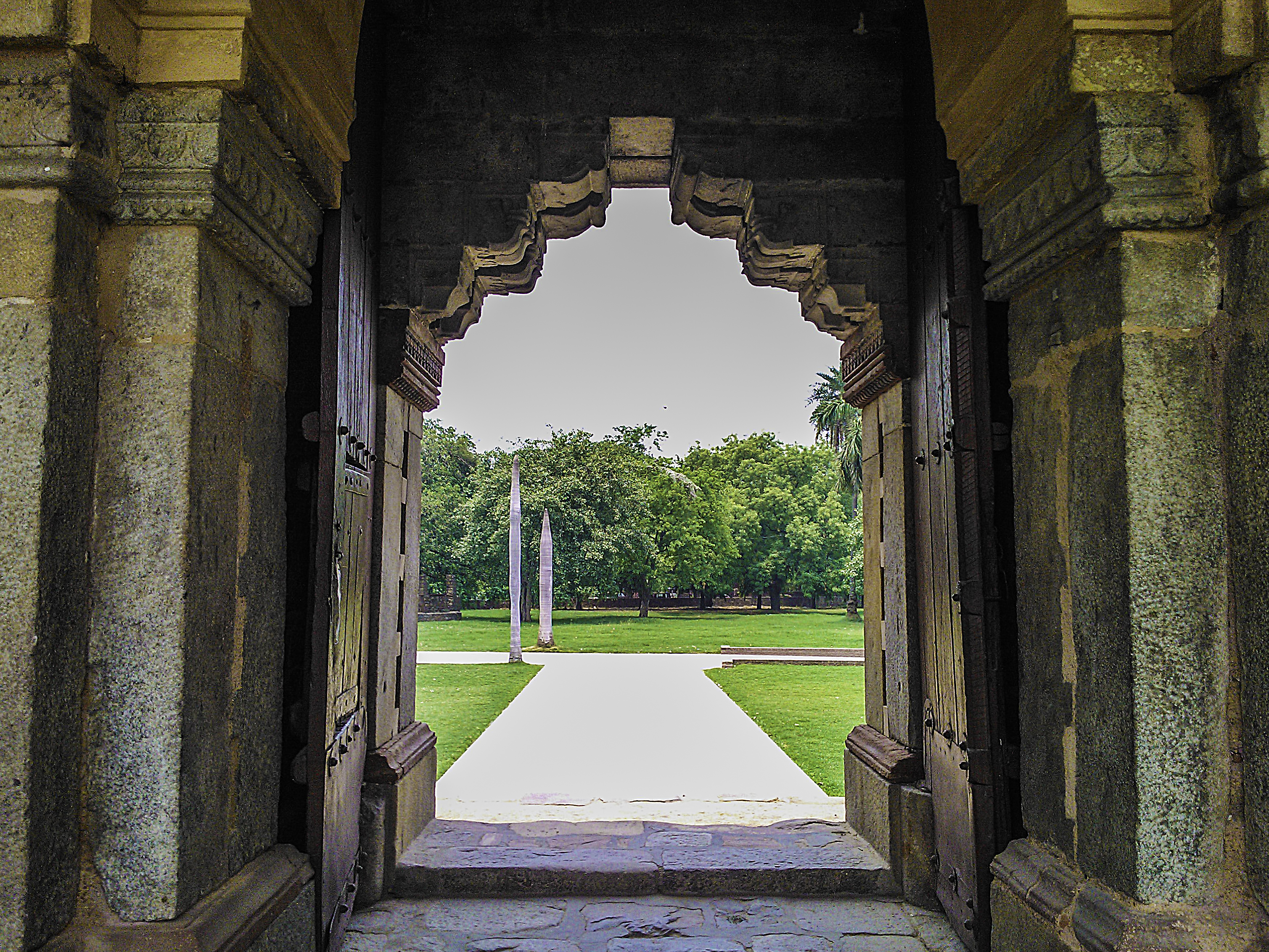
در مقبره
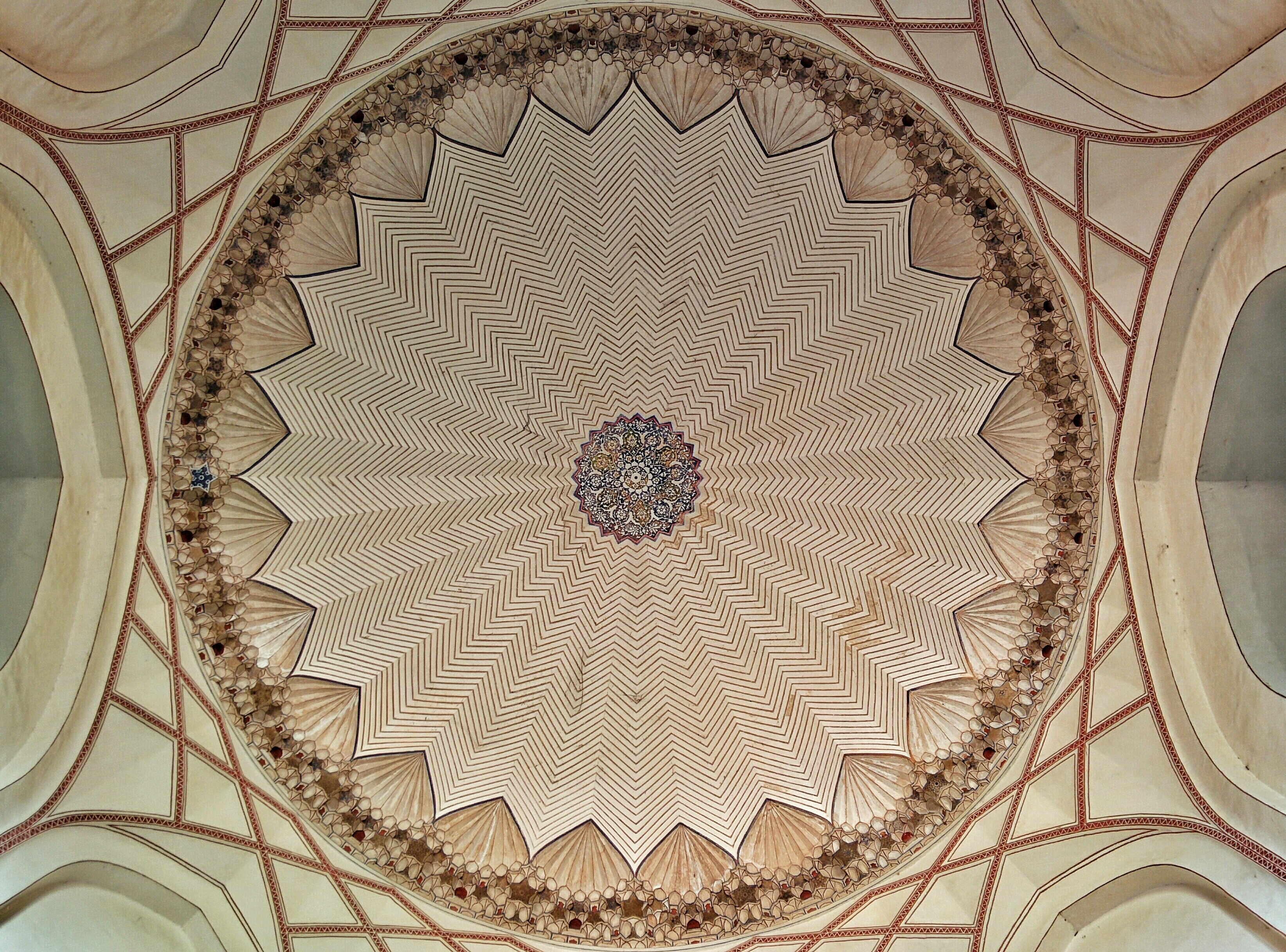
آویز گنبد مرکزی
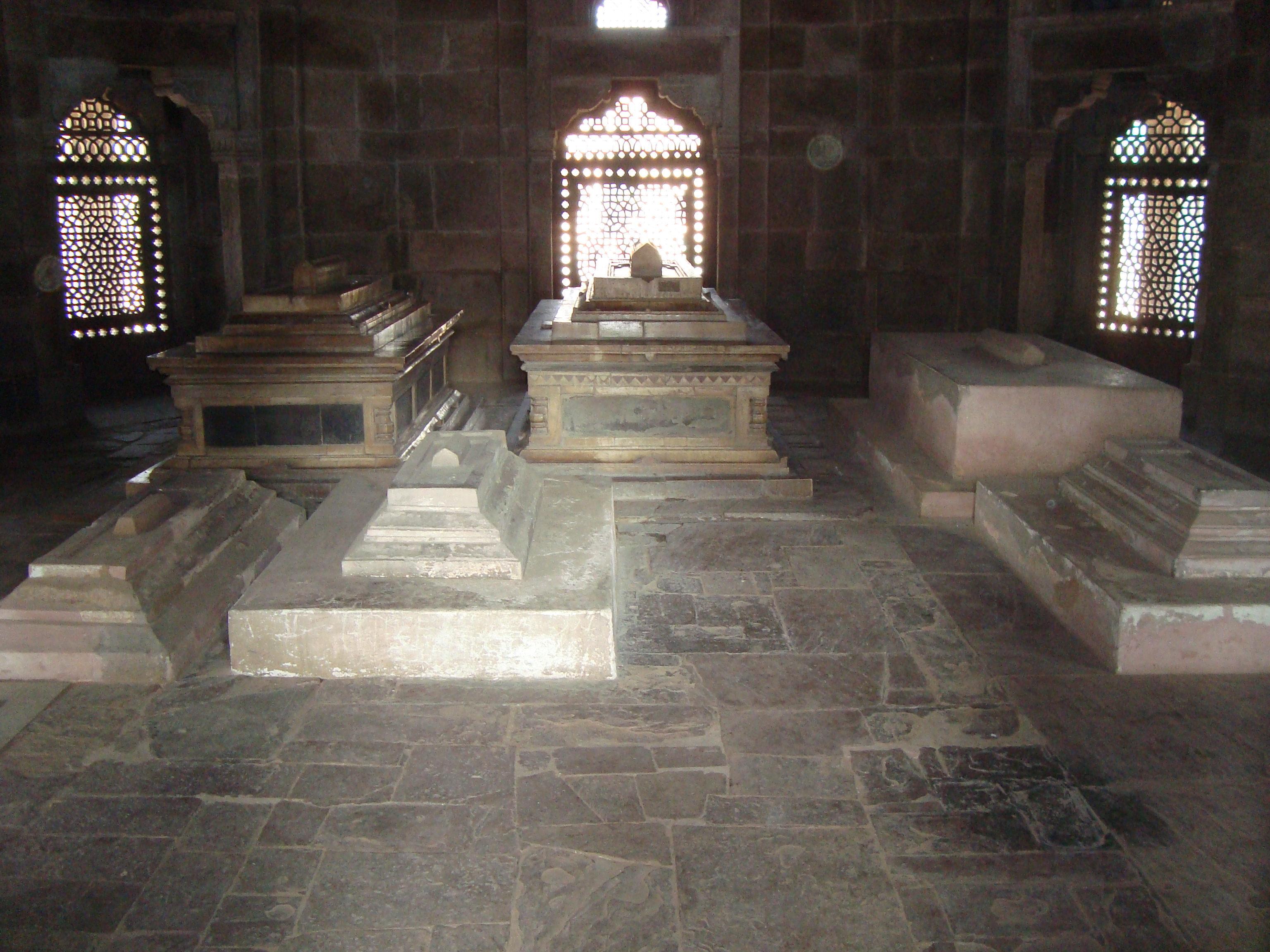
سنوات داخل محفظه مقبره مرکزی

### کتابشناسی - فهرست کتب
- Naqvi, S. A. A. (2002). Humayun's Tomb and Other Adjacent Monuments. New Delhi: Archaeological Survey of India. ISBN 9788187780083.
- Nath, Ram (1982). History of Mughal Architecture Vol. 1. Abhinav Publications. pp. 234–237. ISBN 9788170171591.